# Иоанн (Папп)
Епи́скоп Иоа́нн (рум. Episcop Ioan, в миру Игнатие Папп, рум. Ignatie Papp, также известен как Иоанн-Игнатий Папп, рум. Ioan Ignatie Papp, венг. Papp Ignác János; 1 января 1848 — 21 января 1925) — румынский религиозный и общественно-политический деятель, епископ Арадский сначала в составе независимой Германштадтской митрополии, а с 1918 года — епископ Румынской православной церкви, в состав которой вошёл, когда Великое Национальное собрание в Алба-Юлии, представительный законодательный орган «всех румын в Трансильвании, Банате и венгерской стране», депутатом которого он являлся, принял решение об вхождении Трансильвании в состав Румынии 1 декабря 1918 года.

## Биография
Родился 20 декабря 1847 (1 января 1848) года в селе Почовелиште (ныне жудец Бихор) при крещении получил имя Игнатий.
В 1868 году окончил гимназию в Бейуше, затем в 1868—1871 годы учился в богословском педагогическом институте в Араде.
В 1871—1876 годы работал клерком, в 1876—1891 годы — секретарём в 1891—1903 годы — епископским советником.
В 1879 году был рукоположен в сан диакона и священника в состоянии целибата. В 1900 году в Монастыре Хорош-Бордог был пострижен в монашество с наречением имени Иоанн.
Имея значимый административный опыт, 30 января (12 февраля) 1903 года был избран и рукоположён во епископа Арадского. Его епископская хиротония и интронизация состоялись 4 мая того же года.
Во годы управления им Арадской епархией был расписан епархиальный собор Арада, он основал приход в своём родном городе, возвёл новое здание для гражданской школы для девочек в Араде, но также и для богословско-педагогического института в Араде; увеличил состояние епархии, покупая здания и городские места, предоставлял стипендии и гранты для учащейся молодёжи.
По случаю Великого Национального Собрания от 1 декабря 1918 года, от Алба-Юлии, был её сопредседателем.
С октября 1918 по май 1920 годы был временным управляющим Трансильванской митрополии.
Скончался 21 января 1925 года и похоронен на кладбище в родном селе Почовелиште, жудец Бихор.